# Sitzendorf an der Schmida
Sitzendorf an der Schmida – gmina targowa w Austrii, w kraju związkowym Dolna Austria, w powiecie Hollabrunn, w regionie Weinviertel. Liczy 2 113 mieszkańców (1 stycznia 2014).